# Madlenka královská

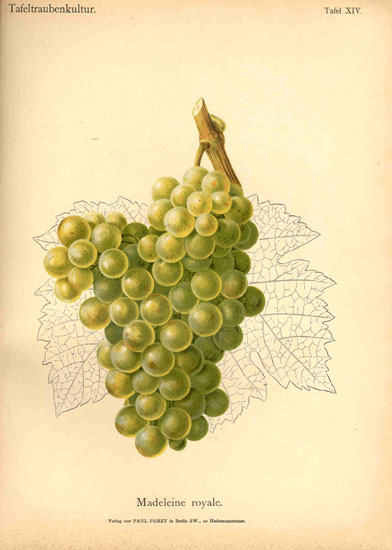
Madlenka královská

Madlenka královská (Madeleine Royale) je stolní a moštová odrůda vinné révy původu Vitis vinifera.

## Historie
Madlenku královskou selektoval v roce 1845 francouzský šlechtitel Moreau-Robert v Angers. Původ odrůdy nebyl po dlouhou dobu s určitostí znám, obecně byla považována za semenáček odrůd Chasselas. Dle výsledků analýzy DNA se jedná o křížence Trolínského (Schiava Grossa) a Pinotu.

## Význam
Odrůda slouží převážně pro přímou spotřebu, užití má také jako dekorační odrůda. Pěstuje se na malých plochách zvláště v severních, okrajových vinařských oblastech, kde se z ní vyrábějí vína. Často se pro své rané zrání používá jako partner při šlechtění nových odrůd, je jedním z rodičů například odrůd Müller-Thurgau, Madeleine Angevine či Prachttraube. Dozrává 14 dnů před Chrupkou bílou, zpravidla mezi 2.-4. srpnem, ve vybraných oblastech údajně již koncem července [zdroj?].
Původ názvu je nejasný, některé zdroje uvádějí, že název odrůdy vychází ze skutečnosti, že na jihu Francie hrozny dozrávají přibližně na svátek svaté Marie Magdalény, tedy již 22. července. Jiné zdroje uvádějí, že název je odvozen od jména St. Madeleine Sophie Barat, jejíž svátek se slaví ve Francii 25. května, kdy réva této odrůdy kvete.

## Kříženci

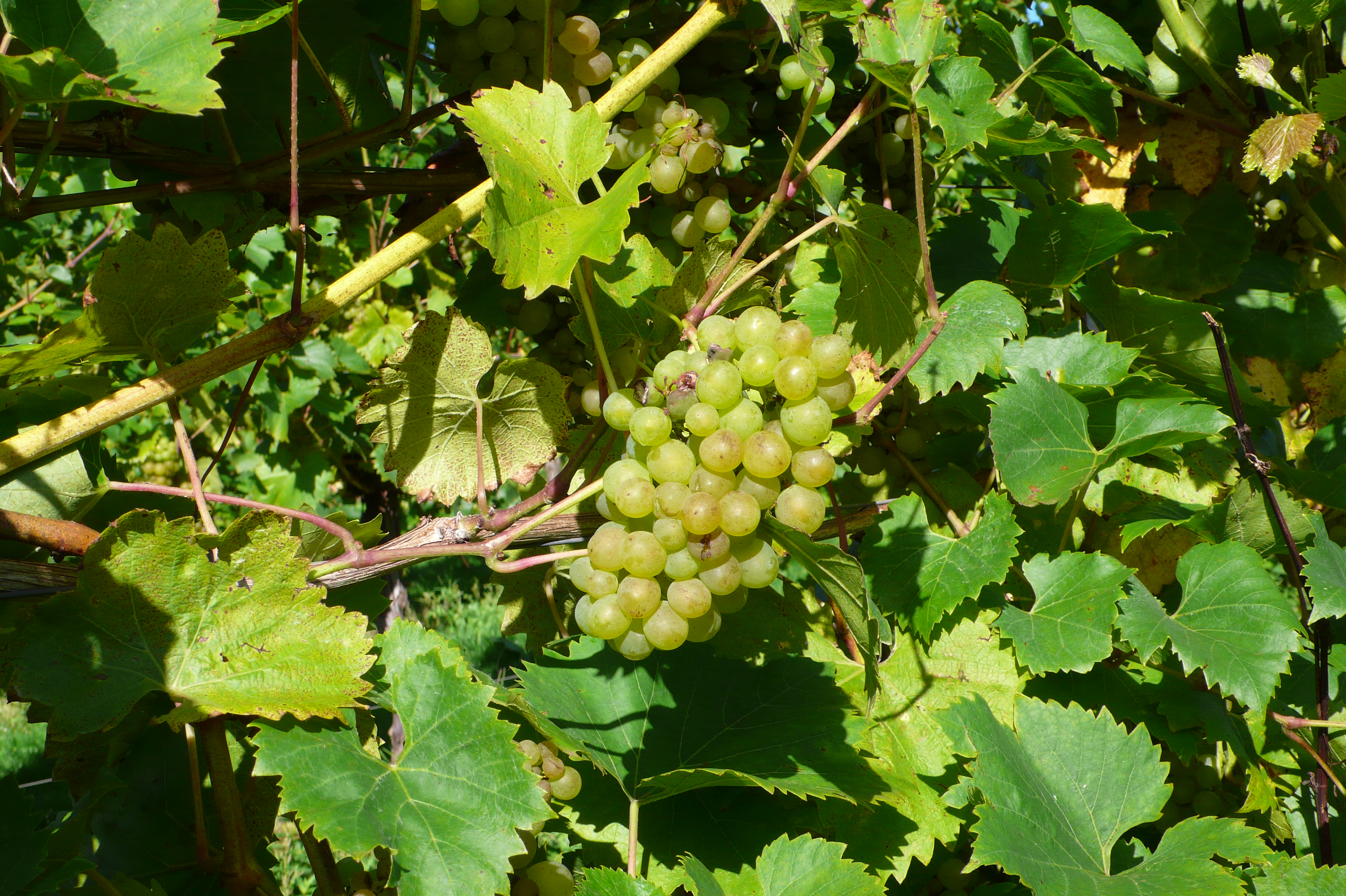
Madeleine Angevine, jeden z kříženců Madlenky královské.

Poslední výzkumy DNA ukázaly, že Müller-Thurgau vznikl jako kříženec Madlenky královské a Ryzlinku rýnského.
Madeleine Angevine je křížencem Précoce de Malingre a Madlenky královské (šlechtitel Moreau-Robert, 1857, Angers, Francie).
Prachttraube je křížencem Boskokisi a Madlenky královské (Colmar, Francie).

## Synonyma
Magdalena královská, Magdalenka královská, Königliche Magdalenentraube, Maddaleina Royal, Maddalena Reale, Madeleine Imperiale, Madlen Blond, Madlen Korolevskaia, Madlen Roial, Madlen Roiyal, Madlen Royal, Magdalena Real, Magdalenka Kralyurska.